# Seznam městských památkových zón v Česku
Toto je seznam městských památkových zón v Česku seřazený podle krajů. V dubnu 2023 se v Česku nacházelo 258 městských památkových zón.

## Praha
Na území hlavního města Prahy se nachází 11 městských památkových zón.
| Obvod                  | Rejstříkové číslo | Název                              | Rok vyhlášení |
| ---------------------- | ----------------- | ---------------------------------- | ------------- |
| Praha 2, 3, 10         | 2208 (Pk)         | Vinohrady, Žižkov, Vršovice        | 1993          |
| Praha 4, Praha 2-Nusle | 2207 (Pk)         | Nusle                              | 1993          |
| Praha 5                | 2209 (Pk)         | Barrandov                          | 1993          |
| Praha 5                | 2210 (Pk)         | Smíchov                            | 1993          |
| Praha 6                | 2211 (Pk)         | Baba                               | 1993          |
| Praha 6, 7             | 2212 (Pk)         | Dejvice, Bubeneč, horní Holešovice | 1993          |
| Praha 6                | 2423 (Pk)         | Staré Střešovice                   | 2003          |
| Praha 6                | 2424 (Pk)         | Tejnka                             | 2003          |
| Praha 6                | 2107 (Pk)         | vilová kolonie Ořechovka           | 1991          |
| Praha 8                | 2213 (Pk)         | Karlín                             | 1993          |
| Praha                  | 2488 (Pk)         | Zbraslav                           | 2014          |

## Středočeský kraj
Na území Středočeského kraje se nachází 34 městských památkových zón.
| Okres          | Rejstříkové číslo | Název                     | Rok vyhlášení |
| -------------- | ----------------- | ------------------------- | ------------- |
| Benešov        | 2413 (Pk)         | Načeradec                 | 2003          |
| Beroun         | 2114 (Pk)         | Beroun                    | 1992          |
| Kladno         | 2115 (Pk)         | Slaný                     | 1992          |
| Kladno         | 2116 (Pk)         | Smečno                    | 1992          |
| Kladno         | 2433 (Pk)         | Unhošť                    | 2003          |
| Kladno         | 2117 (Pk)         | Velvary                   | 1992          |
| Kolín          | 2035 (Pk)         | Český Brod                | 1990          |
| Kolín          | 2119 (Pk)         | Kouřim                    | 1992          |
| Kolín          | 2432 (Pk)         | Týnec nad Labem           | 2003          |
| Kutná Hora     | 2120 (Pk)         | Čáslav                    | 1992          |
| Kutná Hora     | 2409 (Pk)         | Malešov                   | 2003          |
| Kutná Hora     | 2001 (Pk)         | Nové Dvory                | 1988          |
| Kutná Hora     | 2425 (Pk)         | Rataje nad Sázavou        | 2003          |
| Mělník         | 2404 (Pk)         | Kostelec nad Labem        | 2003          |
| Mělník         | 2121 (Pk)         | Mělník                    | 1992          |
| Mělník         | 2412 (Pk)         | Mšeno                     | 2003          |
| Mladá Boleslav | 2122 (Pk)         | Bělá pod Bezdězem         | 1992          |
| Mladá Boleslav | 2036 (Pk)         | Benátky nad Jizerou       | 1990          |
| Mladá Boleslav | 2123 (Pk)         | Mladá Boleslav            | 1992          |
| Mladá Boleslav | 2037 (Pk)         | Mnichovo Hradiště         | 1990          |
| Nymburk        | 2408 (Pk)         | Lysá nad Labem            | 2003          |
| Nymburk        | 2124 (Pk)         | Nymburk                   | 1992          |
| Nymburk        | 2125 (Pk)         | Poděbrady                 | 1992          |
| Praha-východ   | 2126 (Pk)         | Brandýs nad Labem         | 1992          |
| Praha-východ   | 2118 (Pk)         | Kostelec nad Černými lesy | 1992          |
| Praha-východ   | 2414 (Pk)         | Ondřejov                  | 2003          |
| Praha-východ   | 2127 (Pk)         | Stará Boleslav            | 1992          |
| Praha-západ    | 2128 (Pk)         | Jílové u Prahy            | 1992          |
| Praha-západ    | 2354 (Pk)         | Mníšek pod Brdy           | 1995          |
| Příbram        | 2038 (Pk)         | Březnice                  | 1990          |
| Příbram        | 2039 (Pk)         | Nový Knín                 | 1990          |
| Příbram        | 2040 (Pk)         | Rožmitál pod Třemšínem    | 1990          |
| Příbram        | 2113 (Pk)         | Sedlec-Prčice             | 1992          |
| Rakovník       | 2129 (Pk)         | Rakovník                  | 1992          |

## Jihočeský kraj
Na území Jihočeského kraje se nachází 25 městských památkových zón.
| Okres             | Rejstříkové číslo | Název                  | Rok vyhlášení |
| ----------------- | ----------------- | ---------------------- | ------------- |
| České Budějovice  | 2041 (Pk)         | Nové Hrady             | 1990          |
| České Budějovice  | 2042 (Pk)         | Trhové Sviny           | 1990          |
| České Budějovice  | 2043 (Pk)         | Týn nad Vltavou        | 1990          |
| Český Krumlov     | 2355 (Pk)         | Benešov nad Černou     | 1995          |
| Český Krumlov     | 2396 (Pk)         | Český Krumlov-Plešivec | 2003          |
| Český Krumlov     | 2356 (Pk)         | Hořice na Šumavě       | 1995          |
| Český Krumlov     | 2044 (Pk)         | Chvalšiny              | 1990          |
| Český Krumlov     | 2045 (Pk)         | Kaplice                | 1990          |
| Český Krumlov     | 2046 (Pk)         | Rožmberk nad Vltavou   | 1990          |
| Český Krumlov     | 2357 (Pk)         | Vyšší Brod             | 1995          |
| Jindřichův Hradec | 2047 (Pk)         | Dačice                 | 1990          |
| Jindřichův Hradec | 2048 (Pk)         | Nová Bystřice          | 1990          |
| Písek             | 2411 (Pk)         | Mirovice               | 2003          |
| Písek             | 2052 (Pk)         | Písek                  | 1990          |
| Prachatice        | 2402 (Pk)         | Husinec                | 2003          |
| Prachatice        | 2053 (Pk)         | Netolice               | 1990          |
| Prachatice        | 2054 (Pk)         | Vimperk                | 1990          |
| Prachatice        | 2358 (Pk)         | Vlachovo Březí         | 1995          |
| Strakonice        | 2393 (Pk)         | Bavorov                | 2003          |
| Strakonice        | 2055 (Pk)         | Blatná                 | 1990          |
| Strakonice        | 2429 (Pk)         | Sedlice                | 2003          |
| Strakonice        | 2056 (Pk)         | Vodňany                | 1990          |
| Strakonice        | 2057 (Pk)         | Volyně                 | 1990          |
| Tábor             | 2058 (Pk)         | Bechyně                | 1990          |
| Tábor             | 2059 (Pk)         | Soběslav               | 1990          |

## Plzeňský kraj
Na území Plzeňského kraje se nachází 21 městských památkových zón.
| Okres       | Rejstříkové číslo | Název                     | Rok vyhlášení |
| ----------- | ----------------- | ------------------------- | ------------- |
| Domažlice   | 2359 (Pk)         | Poběžovice                | 1995          |
| Klatovy     | 2140 (Pk)         | Horažďovice               | 1992          |
| Klatovy     | 2141 (Pk)         | Kašperské Hory            | 1992          |
| Klatovy     | 2142 (Pk)         | Klatovy                   | 1992          |
| Klatovy     | 2143 (Pk)         | Rabí                      | 1992          |
| Klatovy     | 2431 (Pk)         | Strážov                   | 2003          |
| Klatovy     | 2144 (Pk)         | Sušice                    | 1992          |
| Klatovy     | 2145 (Pk)         | Velhartice                | 1992          |
| Plzeň-jih   | 2146 (Pk)         | Dobřany                   | 1992          |
| Plzeň-jih   | 2147 (Pk)         | Spálené Poříčí            | 1992          |
| Plzeň-město | 2420 (Pk)         | Plzeň-Bezovka             | 2003          |
| Plzeň-město | 2421 (Pk)         | Plzeň-Lochotín            | 2003          |
| Plzeň-sever | 2148 (Pk)         | Manětín                   | 1992          |
| Plzeň-sever | 2149 (Pk)         | Město Touškov             | 1992          |
| Plzeň-sever | 2150 (Pk)         | Rabštejn nad Střelou      | 1992          |
| Plzeň-sever | 2151 (Pk)         | Úterý                     | 1992          |
| Rokycany    | 2152 (Pk)         | Rokycany                  | 1992          |
| Tachov      | 2154 (Pk)         | Bor u Tachova             | 1992          |
| Tachov      | 2155 (Pk)         | Planá u Mariánských Lázní | 1992          |
| Tachov      | 2156 (Pk)         | Stříbro                   | 1992          |
| Tachov      | 2157 (Pk)         | Tachov                    | 1992          |

## Karlovarský kraj
Na území Karlovarského kraje se nachází 11 městských památkových zón.
| Okres        | Rejstříkové číslo | Název            | Rok vyhlášení |
| ------------ | ----------------- | ---------------- | ------------- |
| Cheb         | 2130 (Pk)         | Mariánské Lázně  | 1992          |
| Cheb         | 2136 (Pk)         | Teplá            | 1992          |
| Karlovy Vary | 2131 (Pk)         | Bečov nad Teplou | 1992          |
| Karlovy Vary | 2132 (Pk)         | Horní Blatná     | 1992          |
| Karlovy Vary | 2133 (Pk)         | Jáchymov         | 1992          |
| Karlovy Vary | 2134 (Pk)         | Karlovy Vary     | 1992          |
| Karlovy Vary | 2135 (Pk)         | Ostrov nad Ohří  | 1992          |
| Karlovy Vary | 2137 (Pk)         | Toužim           | 1992          |
| Karlovy Vary | 2138 (Pk)         | Valeč            | 1992          |
| Karlovy Vary | 2139 (Pk)         | Žlutice          | 1992          |
| Sokolov      | 2153 (Pk)         | Horní Slavkov    | 1992          |

## Ústecký kraj
Na území Ústeckého kraje se nachází 17 městských památkových zón.
| Okres          | Rejstříkové číslo | Název                 | Rok vyhlášení |
| -------------- | ----------------- | --------------------- | ------------- |
| Děčín          | 2163 (Pk)         | Benešov nad Ploučnicí | 1992          |
| Děčín          | 2164 (Pk)         | Česká Kamenice        | 1992          |
| Děčín          | 2165 (Pk)         | Jiřetín pod Jedlovou  | 1992          |
| Děčín          | 2166 (Pk)         | Šluknov               | 1992          |
| Chomutov       | 2167 (Pk)         | Chomutov              | 1992          |
| Chomutov       | 2168 (Pk)         | Klášterec nad Ohří    | 1992          |
| Chomutov       | 2410 (Pk)         | Mašťov                | 2003          |
| Litoměřice     | 2173 (Pk)         | Budyně nad Ohří       | 1992          |
| Litoměřice     | 2174 (Pk)         | Roudnice nad Labem    | 1992          |
| Louny          | 2175 (Pk)         | Louny                 | 1992          |
| Louny          | 2436 (Pk)         | Žatec                 | 2003          |
| Most           | 2406 (Pk)         | Litvínov-Osada        | 2003          |
| Teplice        | 2176 (Pk)         | Bílina                | 1992          |
| Teplice        | 2177 (Pk)         | Duchcov               | 1992          |
| Teplice        | 2178 (Pk)         | Krupka                | 1992          |
| Teplice        | 2179 (Pk)         | Teplice               | 1992          |
| Ústí nad Labem | 2361 (Pk)         | Chabařovice           | 1995          |

## Liberecký kraj
Na území Libereckého kraje se nachází 15 městských památkových zón.
| Okres              | Rejstříkové číslo | Název                  | Rok vyhlášení |
| ------------------ | ----------------- | ---------------------- | ------------- |
| Česká Lípa         | 2158 (Pk)         | Česká Lípa             | 1992          |
| Česká Lípa         | 2159 (Pk)         | Dubá                   | 1992          |
| Česká Lípa         | 2161 (Pk)         | Kamenický Šenov        | 1992          |
| Česká Lípa         | 2162 (Pk)         | Nový Bor               | 1992          |
| Česká Lípa         | 2434 (Pk)         | Zákupy                 | 2003          |
| Jablonec nad Nisou | 2169 (Pk)         | Jablonec nad Nisou     | 1992          |
| Liberec            | 2170 (Pk)         | Český Dub              | 1992          |
| Liberec            | 2171 (Pk)         | Frýdlant v Čechách     | 1992          |
| Liberec            | 2360 (Pk)         | Hodkovice nad Mohelkou | 1995          |
| Liberec            | 2401 (Pk)         | Hrádek nad Nisou       | 2003          |
| Liberec            | 2160 (Pk)         | Jablonné v Podještědí  | 1992          |
| Liberec            | 2172 (Pk)         | Liberec                | 1992          |
| Semily             | 2019 (Pk)         | Jilemnice              | 1990          |
| Semily             | 2407 (Pk)         | Lomnice nad Popelkou   | 2003          |
| Semily             | 2020 (Pk)         | Turnov                 | 1990          |

## Královéhradecký kraj
Na území Královéhradeckého kraje se nachází 20 městských památkových zón.
| Okres               | Rejstříkové číslo | Název                        | Rok vyhlášení |
| ------------------- | ----------------- | ---------------------------- | ------------- |
| Hradec Králové      | 2004 (Pk)         | Hradec Králové – část        | 1990          |
| Hradec Králové      | 2005 (Pk)         | Nový Bydžov                  | 1990          |
| Jičín               | 2418 (Pk)         | Pecka                        | 2003          |
| Jičín               | 2011 (Pk)         | Sobotka                      | 1990          |
| Jičín               | 2012 (Pk)         | Železnice                    | 1990          |
| Náchod              | 2013 (Pk)         | Broumov                      | 1990          |
| Náchod              | 2014 (Pk)         | Jaroměř                      | 1990          |
| Náchod              | 2015 (Pk)         | Náchod                       | 1990          |
| Náchod              | 2016 (Pk)         | Police nad Metují            | 1990          |
| Náchod              | 2430 (Pk)         | Stárkov                      | 2003          |
| Rychnov nad Kněžnou | 2397 (Pk)         | Dobruška                     | 2003          |
| Rychnov nad Kněžnou | 2018 (Pk)         | Opočno                       | 1990          |
| Rychnov nad Kněžnou | 2426 (Pk)         | Rokytnice v Orlických horách | 2003          |
| Rychnov nad Kněžnou | 2427 (Pk)         | Rychnov nad Kněžnou          | 2003          |
| Trutnov             | 2025 (Pk)         | Dvůr Králové                 | 1990          |
| Trutnov             | 2026 (Pk)         | Hostinné                     | 1990          |
| Trutnov             | 2419 (Pk)         | Pilníkov                     | 2003          |
| Trutnov             | 2027 (Pk)         | Trutnov                      | 1990          |
| Trutnov             | 2028 (Pk)         | Vrchlabí                     | 1990          |
| Trutnov             | 2435 (Pk)         | Žacléř                       | 2003          |

## Pardubický kraj
Na území Pardubického kraje se nachází 19 městských památkových zón.
| Okres           | Rejstříkové číslo | Název               | Rok vyhlášení |
| --------------- | ----------------- | ------------------- | ------------- |
| Chrudim         | 2006 (Pk)         | Heřmanův Městec     | 1990          |
| Chrudim         | 2007 (Pk)         | Chrast              | 1990          |
| Chrudim         | 2008 (Pk)         | Chrudim             | 1990          |
| Chrudim         | 2009 (Pk)         | Luže                | 1990          |
| Chrudim         | 2010 (Pk)         | Skuteč-Předhradí    | 1990          |
| Pardubice       | 2017 (Pk)         | Dašice              | 1990          |
| Svitavy         | 2021 (Pk)         | Bystré              | 1990          |
| Svitavy         | 2022 (Pk)         | Jevíčko             | 1990          |
| Svitavy         | 2023 (Pk)         | Polička             | 1990          |
| Svitavy         | 2024 (Pk)         | Svitavy             | 1990          |
| Ústí nad Orlicí | 2362 (Pk)         | Brandýs nad Orlicí  | 1995          |
| Ústí nad Orlicí | 2363 (Pk)         | Česká Třebová       | 1995          |
| Ústí nad Orlicí | 2029 (Pk)         | Jablonné nad Orlicí | 1990          |
| Ústí nad Orlicí | 2030 (Pk)         | Králíky             | 1990          |
| Ústí nad Orlicí | 2031 (Pk)         | Lanškroun           | 1990          |
| Ústí nad Orlicí | 2032 (Pk)         | Letohrad            | 1990          |
| Ústí nad Orlicí | 2033 (Pk)         | Ústí nad Orlicí     | 1990          |
| Ústí nad Orlicí | 2034 (Pk)         | Vysoké Mýto         | 1990          |
| Ústí nad Orlicí | 2364 (Pk)         | Žamberk             | 1995          |

## Kraj Vysočina
Na území kraje Vysočina se nachází 22 městských památkových zón.
| Okres            | Rejstříkové číslo | Název                   | Rok vyhlášení |
| ---------------- | ----------------- | ----------------------- | ------------- |
| Havlíčkův Brod   | 2399 (Pk)         | Havlíčkova Borová       | 2003          |
| Havlíčkův Brod   | 2002 (Pk)         | Havlíčkův Brod          | 1990          |
| Havlíčkův Brod   | 2403 (Pk)         | Chotěboř                | 2003          |
| Havlíčkův Brod   | 2405 (Pk)         | Ledeč nad Sázavou       | 2003          |
| Havlíčkův Brod   | 2003 (Pk)         | Přibyslav               | 1990          |
| Jihlava          | 2087 (Pk)         | Brtnice                 | 1990          |
| Jihlava          | 2088 (Pk)         | Polná                   | 1990          |
| Jihlava          | 2373 (Pk)         | Telč-Staré Město        | 1995          |
| Jihlava          | 2374 (Pk)         | Třešť                   | 1995          |
| Pelhřimov        | 2395 (Pk)         | Červená Řečice          | 2003          |
| Pelhřimov        | 2049 (Pk)         | Kamenice nad Lipou      | 1990          |
| Pelhřimov        | 2050 (Pk)         | Pacov                   | 1990          |
| Pelhřimov        | 2051 (Pk)         | Počátky                 | 1990          |
| Třebíč           | 2091 (Pk)         | Jaroměřice nad Rokytnou | 1990          |
| Třebíč           | 2092 (Pk)         | Jemnice                 | 1990          |
| Třebíč           | 2093 (Pk)         | Moravské Budějovice     | 1990          |
| Třebíč           | 2094 (Pk)         | Náměšť nad Oslavou      | 1990          |
| Třebíč           | 2095 (Pk)         | Třebíč                  | 1990          |
| Žďár nad Sázavou | 2103 (Pk)         | Jimramov                | 1990          |
| Žďár nad Sázavou | 2104 (Pk)         | Nové Město na Moravě    | 1990          |
| Žďár nad Sázavou | 2105 (Pk)         | Velká Bíteš             | 1990          |
| Žďár nad Sázavou | 2106 (Pk)         | Velké Meziříčí          | 1990          |

## Jihomoravský kraj
Na území Jihomoravského kraje se nachází 15 městských památkových zón.
| Okres       | Rejstříkové číslo | Název              | Rok vyhlášení |
| ----------- | ----------------- | ------------------ | ------------- |
| Blansko     | 2080 (Pk)         | Boskovice          | 1990          |
| Brno-město  | 2499 (Pk)         | Královo Pole       | 2022          |
| Brno-město  | 2501 (Pk)         | Brno               | 2023          |
| Brno-venkov | 2375 (Pk)         | Doubravník         | 1995          |
| Brno-venkov | 2082 (Pk)         | Ivančice           | 1990          |
| Brno-venkov | 2081 (Pk)         | Lomnice u Tišnova  | 1990          |
| Břeclav     | 2083 (Pk)         | Valtice            | 1990          |
| Hodonín     | 2371 (Pk)         | Kyjov              | 1995          |
| Hodonín     | 2086 (Pk)         | Strážnice          | 1990          |
| Hodonín     | 2372 (Pk)         | Veselí nad Moravou | 1995          |
| Vyškov      | 2099 (Pk)         | Slavkov u Brna     | 1990          |
| Vyškov      | 2100 (Pk)         | Vyškov             | 1990          |
| Znojmo      | 2101 (Pk)         | Jevišovice         | 1990          |
| Znojmo      | 2102 (Pk)         | Moravský Krumlov   | 1990          |
| Znojmo      | 2500 (Pk)         | Znojmo             | 2023          |

## Olomoucký kraj
Na území Olomouckého kraje se nachází 15 městských památkových zón.
| Okres     | Rejstříkové číslo | Název      | Rok vyhlášení |
| --------- | ----------------- | ---------- | ------------- |
| Jeseník   | 2203 (Pk)         | Javorník   | 1992          |
| Jeseník   | 2204 (Pk)         | Vidnava    | 1992          |
| Jeseník   | 2205 (Pk)         | Zlaté Hory | 1992          |
| Olomouc   | 2188 (Pk)         | Litovel    | 1992          |
| Olomouc   | 2189 (Pk)         | Šternberk  | 1992          |
| Olomouc   | 2190 (Pk)         | Uničov     | 1992          |
| Prostějov | 2090 (Pk)         | Prostějov  | 1990          |
| Přerov    | 2194 (Pk)         | Hranice    | 1992          |
| Přerov    | 2422 (Pk)         | Potštát    | 2003          |
| Přerov    | 2195 (Pk)         | Přerov     | 1992          |
| Přerov    | 2196 (Pk)         | Tovačov    | 1992          |
| Šumperk   | 2197 (Pk)         | Branná     | 1992          |
| Šumperk   | 2198 (Pk)         | Mohelnice  | 1992          |
| Šumperk   | 2199 (Pk)         | Štíty      | 1992          |
| Šumperk   | 2200 (Pk)         | Šumperk    | 1992          |

## Moravskoslezský kraj
Na území Moravskoslezského kraje se nachází 19 městských památkových zón.
| Okres         | Rejstříkové číslo | Název                  | Rok vyhlášení |
| ------------- | ----------------- | ---------------------- | ------------- |
| Bruntál       | 2180 (Pk)         | Bruntál                | 1992          |
| Bruntál       | 2428 (Pk)         | Rýmařov                | 2003          |
| Frýdek-Místek | 2181 (Pk)         | Brušperk               | 1992          |
| Frýdek-Místek | 2182 (Pk)         | Frýdek                 | 1992          |
| Frýdek-Místek | 2183 (Pk)         | Místek                 | 1992          |
| Karviná       | 2184 (Pk)         | Karviná                | 1992          |
| Karviná       | 2489 (Pk)         | Český Těšín            | 2014          |
| Nový Jičín    | 2185 (Pk)         | Bílovec                | 1992          |
| Nový Jičín    | 2398 (Pk)         | Frenštát pod Radhoštěm | 2003          |
| Nový Jičín    | 2186 (Pk)         | Fulnek                 | 1992          |
| Nový Jičín    | 2187 (Pk)         | Odry                   | 1992          |
| Opava         | 2394 (Pk)         | Budišov nad Budišovkou | 2003          |
| Opava         | 2191 (Pk)         | Hlučín                 | 1992          |
| Opava         | 2400 (Pk)         | Hradec nad Moravicí    | 2003          |
| Opava         | 2192 (Pk)         | Opava                  | 1992          |
| Ostrava-město | 2193 (Pk)         | Moravská Ostrava       | 1992          |
| Ostrava-město | 2415 (Pk)         | Ostrava-Poruba         | 2003          |
| Ostrava-město | 2416 (Pk)         | Ostrava-Přívoz         | 2003          |
| Ostrava-město | 2417 (Pk)         | Ostrava-Vítkovice      | 2003          |

## Zlínský kraj
Na území Zlínského kraje se nachází 14 městských památkových zón.
| Okres            | Rejstříkové číslo | Název                     | Rok vyhlášení |
| ---------------- | ----------------- | ------------------------- | ------------- |
| Kroměříž         | 2089 (Pk)         | Holešov                   | 1990          |
| Uherské Hradiště | 2096 (Pk)         | Uherské Hradiště          | 1990          |
| Uherské Hradiště | 2097 (Pk)         | Uherský Brod              | 1990          |
| Uherské Hradiště | 2098 (Pk)         | Uherský Ostroh            | 1990          |
| Vsetín           | 2201 (Pk)         | Kelč                      | 1992          |
| Vsetín           | 2202 (Pk)         | Valašské Meziříčí         | 1992          |
| Zlín             | 2365 (Pk)         | Brumov                    | 1995          |
| Zlín             | 2366 (Pk)         | Brumov – dělnická kolonie | 1995          |
| Zlín             | 2367 (Pk)         | Fryšták                   | 1995          |
| Zlín             | 2084 (Pk)         | Luhačovice                | 1990          |
| Zlín             | 2368 (Pk)         | Napajedla                 | 1995          |
| Zlín             | 2369 (Pk)         | Valašské Klobouky         | 1995          |
| Zlín             | 2370 (Pk)         | Vizovice                  | 1995          |
| Zlín             | 2085 (Pk)         | Zlín                      | 1990          |